# Théodore Gervais
Pour les articles homonymes, voir Gervais.
Joseph-Charles-Théodore Gervais (25 juillet 1868-18 février 1940) est un médecin et homme politique municipal et fédéral du Québec.

## Biographie
Né à Berthier-en-Haut dans la région de Lanaudière, Théodore Gervais entre à la Chambre des communes du Canada en devenant député du Parti libéral dans la circonscription de Berthier lors des élections de 1917. Réélu en 1921 et dans Berthier—Maskinongé en 1925 et en 1926, il est défait par le conservateur et ancien député de Berthier Joseph-Arthur Barrette.
Il est également maire de la municipalité de Berthierville pendant quatre ans.